# Indústria Brasileira de Automóveis Presidente
A Indústria Brasileira de Automóveis Presidente (IBAP) foi uma empresa automobilística brasileira, fundada em 1963 por Nelson Fernandes, em São Bernardo do Campo, no estado de São Paulo.
Inicialmente com 120 funcionários, que teriam benefícios como título de propriedade da IBAP, participação na diretoria, desconto na compra do carro e preferência para se tornarem revendedores.  
Fernandes tinha o sonho de criar automóveis modernos e com projeto 100% nacional, porém as atividades foram encerradas em 1968, sem ter iniciado a produção de veículos em série.  

## Modelo

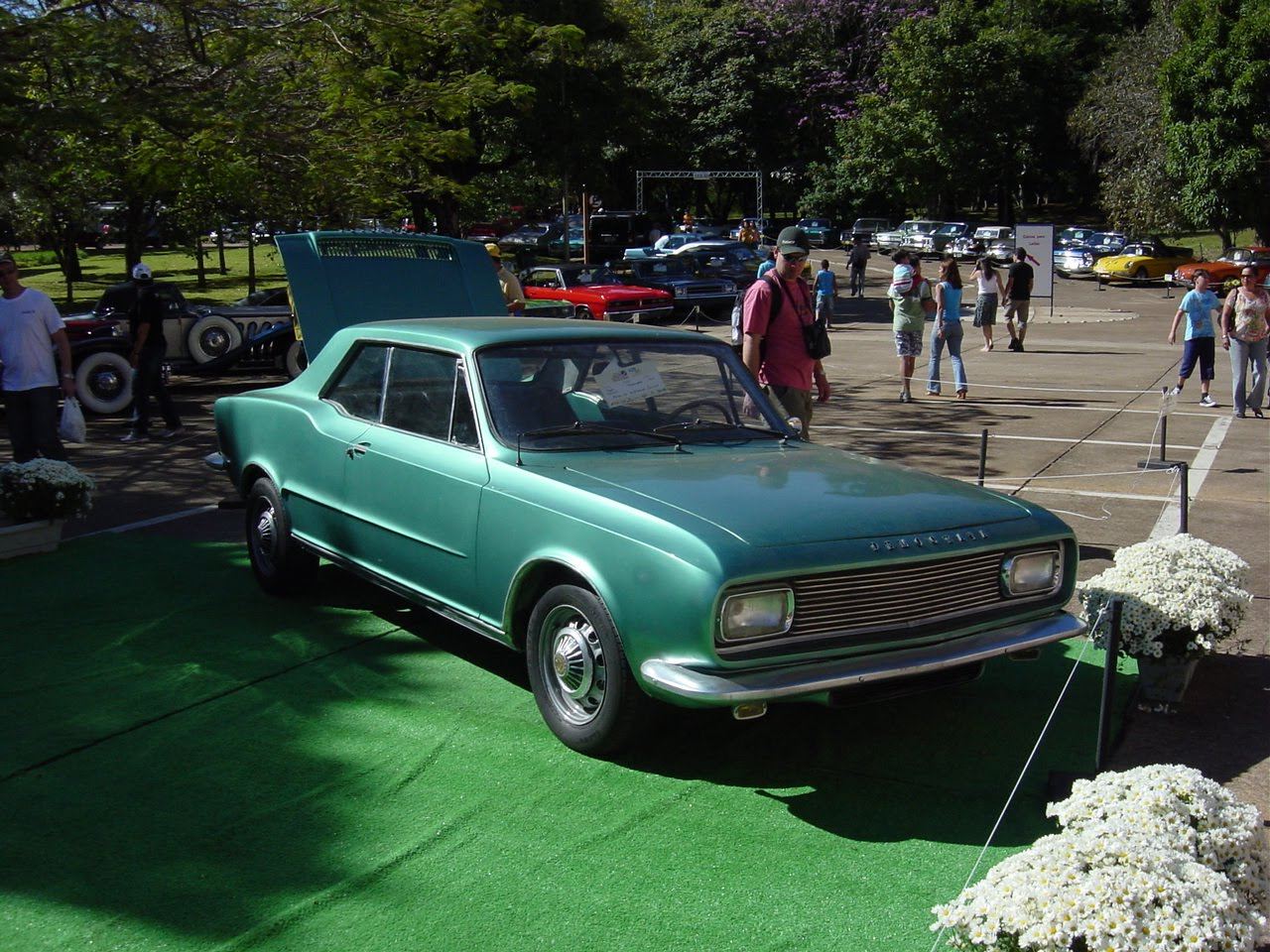
IBAP Democrata

O primeiro e único automóvel desenvolvido foi o luxuoso Democrata, com duas ou quatro portas, carroceria de plástico reforçado com fibra de vidro, motor italiano, o único componente não nacional, fornecido pela empresa Procosautom - Proggetazione Costruzione Auto Motori, com cabeçotes de fluxo cruzado confeccionados em alumínio e montado na traseira, interior com revestimento de madeira jacarandá e suspensão independente.
Os veículos poderiam ser adquiridos por meio de compra de ações, esquema usado posteriormente pela Gurgel. Apenas cinco protótipos do Democrata foram produzidos, pois em 1965 a IBAP foi processada por fraude e em 1968 encerrou as atividades, antes mesmo de produzir o primeiro automóvel projetado totalmente no Brasil, por sequestro do patrimônio da empresa foi pela justiça. Depois de 20 anos, os processos foram extintos. 
Das cinco unidades, só restaram duas, restauradas com peças que haviam sido apreendidas pela Justiça. Um dos exemplares foi entregue a Nelson Fernandes, e posteriormente cedido em comodato para compor o acervo do Museu do Veteran Car Clube de Brasília; o paradeiro desta unidade é até o momento desconhecido. O outro veículo ficou com os mecânicos e restauradores José Luiz Finardi e José Carlos Finardi, de São Bernardo do Campo, e vendido posteriormente.
Nelson, nascido em 24 de Fevereiro de 1931 e falecido no dia 29 de Janeiro de 2020, teve a oportunidade ainda, de contar sua versão dos fatos em depoimento no livro "Sonhador de Utopias", biografia escrita por Alexandre Volpi (2019, Editora Cosmos, ISBN 978-85-68800-14-0), e também no livro de Roberto Nasser, "Democrata: o carro certo no tempo errado" . Um desses modelos pode ser visto no Museu do Automóvel que fica na cidade de Canela/RS.